# 天白村 (三重県)
天白村（てんぱくむら）は三重県一志郡にあった村。現在の松阪市の北西部、伊勢湾の沿岸、紀勢本線・六軒駅の東方一帯にあたる。

## 地理
- 海洋：伊勢湾
- 河川：碧川、三渡川

## 歴史
- 1889年（明治22年）4月1日 - 町村制の施行により、曽原村・小津村・中道村・中林村・喜多村新田の区域をもって発足。
- 1955年（昭和30年）3月21日 - 米ノ庄村・鵲村・小野江村と合併して三雲村が発足。同日天白村廃止。

## 交通

### 鉄道路線
- 日本国有鉄道
  - 参宮線（現・紀勢本線）
    - 六軒駅
- 近畿日本鉄道
  - 伊勢線
    - 天白駅

### 道路
- 国道23号